# 67
Glej tudi 67 (število)
67 (LXVII) je bilo navadno leto, ki se je po julijanskem koledarju začelo na četrtek.

## Dogodki
- 1. januar